# ジェイロイド・サミュエル
ジェイロイド・タファリ・サミュエル（Jlloyd Tafari Samuel、1981年3月29日 - 2018年5月15日 ）は、トリニダード・トバゴ・サンフェルナンド出身のプロサッカー選手。元トリニダード・トバゴ代表。ポジションは、ディフェンダー。

## 経歴

### クラブ
トリニダード・トバゴのサンフェルナンドで生まれ、幼少期にロンドンに移住。ウェストハム・ユナイテッドFC在籍時にはポール・コンチェスキー、リー・ボウヤー、ボビー・ザモラ、フィッツ・ホールらとチームメイトだった。
ウェストハム退団後、チャールトン・アスレティックFCを経てアストン・ヴィラFCとプロ契約を結んだ。

### 代表
育成年代ではイングランド代表に選出されていたが、2009年8月にトリニダード・トバゴ代表への変更を表明。9月のホンジュラス戦で初キャップ。

### 死去
2018年5月15日の朝、子供を学校に連れて帰宅した後、チェシャー州のハイ・レフでバンと衝突した。サミュエルは現場で死亡し、他の車両の運転手は重傷を負った。
アストン・ヴィラは、その夜、ミドルスブラとのチャンピオンシップ・プレーオフ戦で喪章を着用した。

## タイトル
アストン・ヴィラ
- UEFAインタートトカップ: 2000–01

エステグラル
- ペルシアン・ガルフ・プロリーグ: 2012–13
- ハズフィー・カップ: 2011–12